# Предшественик (земеделие)
Понятието предшественик в земеделската наука и практика означава културата, която предшества по време и/или по място в ротацията дадена култура.
Предшественикът има голямо значение в проблематиката на общото земеделие, тъй като влияе непосредствено върху влагата, хранителните вещества и фитосанитарното състочние на почвата. От правилния избор на предшественик, т.е. от правилното разположение на културите в сеитбообращението до голяма степен зависи технологията на отглеждане на културите, добивите от тях и качеството на земеделската продукция.
Ролята на предшественика е най-голяма за житните култури със слята повърхност (пшеница, ечемик) и намалява при окопните култури (царевица, слънчоглед). Значението на предшественика може да бъде редуцирано до известна степен с интензификация на другите елементи от технологиите на отглеждане, като минералното торене и растителната защита.

## Зимни зърнено-житни култури
Тази група култури са отлични предшественици за всички окопни и зеленчукови култури. Основното им предимство е, че се прибират рано и че оставят почвата чиста от някои групи плевели.
Отлични предшественици на зимните зърнено-житни култури са зърнено-бобовите (грах, фасул, леща, бакла, соя и т.н.), едногодишните бобови треви, към добрите могат да се отнеса окопните култури със средно късен вегетационен период (царевица, слънчоглед), по-лоши са културите, които изсушават почвата (суданка, сорго, цвекло), а най-лоши предшественици са новоразораните многогодишни треви (люцерна, тревни смеси и др.)

## Зърнено-бобови култури
Тази група култури са желани предшественици за почти всички останали култури, без бобовите и слънчогледа. Основното им предимство е, че обогатяват почвата с азот, а повечето от тях (грах, фасул, леща) са ранозрели и освобождават полето навреме за извършване на обработка на почвата.
Най-добри предшественици за зърнено-бобовите култури са културите, които се отглеждат на слята повърхност – зимни и пролетни зърнено-житни, рапица, лен и т.н.

## Окопни култури
Тази група култури са подходящи за редуване с култури със слята повърхност, при което се поддържа благоприятна структура на почвата и добро фитосаниратно състояние на полетата.
Най-добри предшественици за тези култури са зимните и пролетните зърнено-житни.

## Зеленчукови култури
При редуването на зеленчуковите култури в сеитбообращението следва да се има предвид, че най-доброто им място в ротацията е между култури със слята повърхност.

## Многогодишни треви и тревни смеси
Засяването на тази група култури трябва да става след зимни житни, а след разораване на полето с такива култури е най-подходящо да се засява царевица за силаж или сорго.